# Eurodryas bulgarica
Eurodryas bulgarica är en fjärilsart som beskrevs av Hans Fruhstorfer 1917. Eurodryas bulgarica ingår i släktet Eurodryas och familjen praktfjärilar. Inga underarter finns listade i Catalogue of Life.